# Black and White America
Black and White America é o nono álbum de estúdio do cantor Lenny Kravitz, lançado a 29 de agosto de 2011.

## Faixas[2]
1. "Black and White America"
2. "Come On Get It"
3. "In the Black"
4. "Liquid Jesus"
5. "Rock Star City Life"
6. "Boongie Drop" (feat. Jay-Z & DJ Military)
7. "Stand"
8. "Superlove"
9. "Everything2
10. "I Can't Be Without You"
11. "Looking Back On Love"
12. "Life Ain't Ever Been Better Than It Is Now"
13. "The Faith of a Child"
14. "Sunflower" (feat. Drake)
15. "Dream"
16. "Push"

## Créditos
- Lenny Kravitz - voz, guitarras, piano, sintetizador, baixo, bateria
- Craig Ross - guitarras

## Tabelas musicais
| Tabela (2011)                           | Melhor posição |
| --------------------------------------- | -------------- |
| Argentinian Albums Chart                | 6              |
| Austrian Albums Chart                   | 2              |
| Belgian Albums Chart(Flanders)          | 12             |
| Belgian Albums Chart(Wallonia)          | 7              |
| Canadian Albums Chart                   | 45             |
| Czech Republic Albums Chart             | 1              |
| Dutch Albums Chart                      | 2              |
| Danish Albums Chart                     | 29             |
| Finnish Albums Chart                    | 8              |
| French Albums Chart                     | 7              |
| German Albums Chart                     | 1              |
| Hungarian Albums Chart                  | 26             |
| Italian Albums Chart                    | 8              |
| Japanese Albums Chart                   | 20             |
| Polish Albums Chart                     | 6              |
| Slovenian Albums Chart                  | 17             |
| South Korean Albums Chart               | 63             |
| South Korean International Albums Chart | 9              |
| Swedish Albums Chart                    | 42             |
| Spanish Albums Chart                    | 3              |
| Swiss Albums Chart                      | 1              |
| UK Albums Chart                         | 75             |
| US Billboard 200                        | 17             |